# 3597 Kakkuri
3597 Kakkuri је астероид главног астероидног појаса са средњом удаљеношћу од Сунца која износи 3,164 астрономских јединица (АЈ).
Апсолутна магнитуда астероида је 11,6.